# Dwunastnica

Przewód pokarmowy człowieka z zaznaczoną dwunastnicą

Dwunastnica (łac. duodenum) – rurowaty narząd wychodzący z żołądka i stanowiący początkowy odcinek jelita cienkiego kręgowców. Do dwunastnicy zwykle spływa żółć przez ujście przewodu pęcherzyka żółciowego i enzymy trzustkowe przez dwa lub jeden przewód wyprowadzający trzustki. Oprócz tego dwunastnica wydziela także śluz zobojętniający treść dostającą się do niej z żołądka za pomocą obecnych w błonie podśluzowej gruczołów Brunnera (łac. glandulae Brunneri, inaczej gruczoły dwunastnicy, gruczoły dwunastnicze łac. glandulae duodenales). Nazwę „dwunastnica” wprowadził około 300 roku p.n.e. grecki lekarz Herofilos z Chalcedonu, oceniając długość tej części przewodu pokarmowego człowieka na szerokość 12 palców. Jest to miara bardzo nieprecyzyjna (u człowieka dwunastnica ma długość od 20 do 30 cm), mimo to nazwa przetrwała i jest używana także w stosunku do narządu homologicznego u innych kręgowców, u których w wyniku różnic międzygatunkowych wymiary tego odcinka przewodu pokarmowego są często bardzo odmienne.

## Dwunastnica człowieka

### Budowa i przebieg
Dwunastnica jest zazwyczaj dzielona na cztery części. Idąc od strony żołądka są to:
- część górna (łac. pars superior), najkrótsza (dł. 4–5 cm) część nazywana także opuszką dwunastnicy (łac. bulbus duodeni). Jest to jedyny fragment dwunastnicy posiadający krótką krezkę grzbietową, będącą przedłużeniem sieci większej, dzięki której większą swobodę ruchów ma żołądek. Do górnego obwodu dwunastnicy dochodzi również więzadło wątrobowo-dwunastnicze rozciągające się od wnęki wątroby aż do zgięcia dwunastniczego górnego (łac. flexura duodeni superior). Więzadło to jest dolną częścią sieci mniejszej. Pozostałe części dwunastnicy położone są wtórnie zaotrzewnowo. Na powierzchni wewnętrznej opuszki dwunastnicy fałdy okrężne rozpoczynają się 2–5 cm od odźwiernika[7] i są bardzo rzadkie, tylko lekko zaznaczone.
- część zstępująca (łac. pars descendens), o długości 8–10 cm, tworzy ona zgięcie górne i dolne dwunastnicy. Przewód żółciowy wspólny biegnący ku dołowi na granicy tylnej i przyśrodkowej ściany części zstępującej dwunastnicy wpukla błonę śluzową, wytwarzając fałd podłużny dwunastnicy (łac. plica longitudinalis duodeni), który w odległości 10–12 cm od odźwiernika kończy się stożkowato wypukłą w stronę światła dwunastnicy brodawką większą dwunastnicy. Tutaj uchodzi przewód żółciowy wspólny i przewód trzustkowy. Przez nią wpadają do światła dwunastnicy enzymy trawienne wraz z żółcią. Od 2 do 3 cm powyżej brodawki większej dwunastnicy często występuje brodawka mniejsza dwunastnicy przeznaczona tylko dla przewodu trzustkowego dodatkowego. Śluzówka części zstępującej dwunastnicy wytwarza gęsto rozmieszczone fałdy okrężne, a światło tej części jest znacznie węższe od światła opuszki dwunastnicy.
- część pozioma (dolna) (łac. pars horizontalis), o długości ok. 6 cm. Tutaj światło jest węższe względem części zstępującej dwunastnicy, ale wzrasta wysokość i gęstość fałdów okrężnych.
- część wstępująca (łac. pars ascendens), o długości ok. 6 cm, jest odcinkiem dwunastnicy o najwęższym świetle i o najgęściej rozmieszczonych fałdach okrężnych.

Dwunastnica posiada również trzy zakręty:
- górny – pomiędzy żołądkiem a częścią zstępującą.
- dolny – pomiędzy częścią zstępującą a poziomą.
- dwunastniczo-czczy – na granicy z jelitem czczym, dochodzi do niego mięsień wieszadłowy dwunastnicy, zwane również więzadłem Treitza[8] (łac. musculus suspensorius duodeni).

Opuszka dwunastnicy kieruje się poziomo do tyłu i w prawą stronę dochodząc do szyjki pęcherzyka żółciowego. Tutaj dwunastnica zmienia kierunek przebiegu zgięciem górnym dwunastnicy i kieruje się ku dołowi do dolnej części głowy trzustki jako część zstępująca dwunastnicy. Dwunastnica ponownie zagina się w zgięciu dolnym dwunastnicy w lewą stronę, obejmując podkowiasto swoją wklęsłą stroną głowę trzustki. Następnie część pozioma dwunastnicy biegnie od strony prawej na lewo do naczyń krezkowych górnych, gdzie kończy się i ostatecznie przechodzi w część wstępującą kierującą się ku górze aż silnego zgięcia dwunastniczo-czczego, którym przechodzi w jelito czcze.

### Położenie
W pozycji leżącej na grzbiecie:
- część górna – zaczyna się na prawo od trzonu L1 i przy wypełnionym żołądku przebiega prawie strzałkowo od przodu do tyłu, natomiast przy pustym żołądku przybiera kierunek poprzeczny,
- część zstępująca – rozpoczyna się zgięciem górnym dwunastnicy na poziomie L2 i biegnie po prawej stronie kręgosłupa do zgięcia dolnego dwunastnicy na poziomie L3,
- część pozioma – biegnie poziomo na wysokości L3, krzyżując kręgosłup i wielkie naczynia,
- część wstępująca – biegnie równolegle względem ogona trzustki, kończąc się na poziomie L2 ostrym zgięciem dwunastniczo-czczym;

W pozycji stojącej:
- część górna – układa się na poziomie L2 lub połowy L3,
- część pozioma – dochodzi do L4 lub nawet L5, a u osób starszych dochodzi nawet do wzgórka (łac. promontorium), czyli krążka międzykręgowego pomiędzy L5 a S1,
- zgięcie dwunastniczo-czcze podtrzymywane mięśniem wieszadłowym dwunastnicy może obniżać się nieco poniżej L2;

W trakcie oddychania:
W czasie wdechu dwunastnica przesuwa się ku dołowi, a w trakcie wydechu podnosi się. Przy intensywnym wdechu i wydechu różnica skrajnych położeń dwunastnicy może wynosić dwa kręgi. Najmniejszą ruchomość ma część pozioma dwunastnicy, a największą część górna, połączona z wątrobą przez więzadło wątrobowo-dwunastnicze oraz część wstępująca, połączona bezpośrednio z przeponą za pomocą mięśnia wieszadłowego dwunastnicy.

#### Stosunek względem narządów sąsiednich
Część górna:
- przednią powierzchnią przylega do płata czworobocznego wątroby, formując na nim wycisk dwunastnicy, a także do szyjki pęcherzyka żółciowego,
- na tylnej powierzchni leżą twory objęte więzadłem wątrobowo-dwunastniczym, tj. przewód żółciowy wspólny, tętnica wątrobowa właściwa i żyła wrotna;

Część zstępująca:
- powierzchnia przednia:
  - górna połowa przylega do prawego płata wątroby i do pęcherzyka żółciowego,
  - dolna połowa przylega do okrężnicy poprzecznej
- powierzchnia tylna przylega do małego dolnego odcinka nadnercza prawego, do wnęki nerki i miedniczki nerkowej, do żyły nerkowej prawej i do początku moczowodu prawego. W rynience utworzonej z dwunastnicy i głowy trzustki leży przewód żółciowy wspólny, łączący się tutaj z przewodem trzustkowym na połowie wysokości części zstępującej. Między głową trzustki a częścią zstępującą biegnie tętnica trzustkowo-dwunastnicza górna, będąca gałęzią tętnicy żołądkowo-dwunastniczej, która z kolei jest gałęzią z tętnicy wątrobowej wspólnej. Tętnica trzustkowo-dwunastnicza górna zespala się na tylnej ścianie dwunastnicy z tętnicą trzustkowo-dwunastniczą dolną, pochodzącą z tętnicy krezkowej górnej.

Część dolna:
- powierzchnia przednia przylega do okrężnicy poprzecznej oraz do pętli jelita czczego. Ponadto krzyżują ją naczynia krezkowe górne wychodzące spod trzustki. Powierzchnia przednia rzadko jest krzyżowana nasadą krezki jelita czczego,
- powierzchnia tylna przylega do żyły głównej dolnej i do aorty brzusznej;

Część wstępująca:
- powierzchnia przednia najczęściej jest krzyżowana przez nasadę krezki jelita czczego. Ponadto krzyżują ją naczynia krezkowe górne wychodzące spod trzustki, przy czym żyła krezkowa górna położona jest po stronie prawej, a tętnica krezkowa górna po stronie lewej,
- powierzchnia tylna przylega do mięśnia lędźwiowego większego lewego

### Unaczynienie i unerwienie

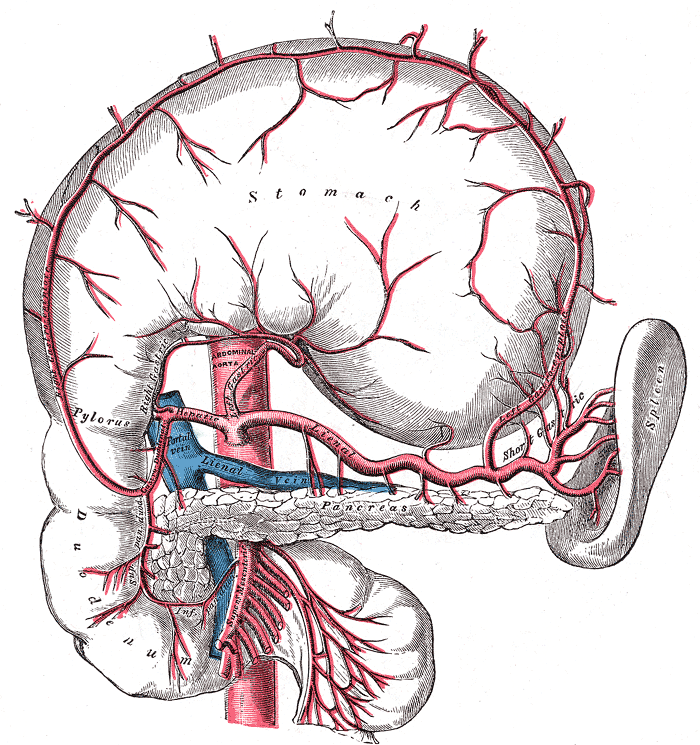
Unaczynienie żołądka, trzustki i dwunastnicy człowieka (tylko częściowo)

Dwunastnica jest zaopatrywana w krew głównie z dwóch tętnic: tętnicy trzustkowo-dwunastniczej górnej (od tętnicy żołądkowo-dwunastniczej) oraz tętnicy trzustkowo-dwunastniczej dolnej (od tętnicy krezkowej górnej). Warto zauważyć, że ten narząd unaczyniony jest zarówno z gałęzi pnia trzewnego jak i tętnicy krezkowej. Krew żylna odpływa do żyły wrotnej jednoimiennymi żyłami. Unerwienie pochodzi od nerwu błędnego (część przywspółczulna) oraz od zwoju współczulnego.

### Funkcja
Miazga pokarmowa przechodzi z żołądka do dwunastnicy i tu miesza się z wydzieliną trzustki (sokiem trzustkowym), wątroby (żółcią) oraz dwóch typów gruczołów jelitowych:
- gruczołów dwunastniczych Brunnera
- gruczołów jelitowych Lieberkühna.

W dwunastnicy przebiega dalszy etap trawienia i absorpcji składników pokarmowych pożywienia. Część zstępująca i pozioma dwunastnicy są głównym miejscem wchłaniania treści pokarmowej. Przewód trzustkowy i wątrobowy kończą się wspólnie w dwunastnicy, gdzie tworzą w jej świetle małą wyniosłość zwaną brodawką większą dwunastnicy (papilla Vateri).

### Choroby
- Najczęstszym schorzeniem dwunastnicy jest wrzód trawienny w przebiegu choroby wrzodowej żołądka i dwunastnicy. Wrzody te mogą być powodem znacznych dolegliwości, a także niebezpiecznych krwawień z przewodu pokarmowego, a niekiedy perforacji jelita, która powoduje groźne powikłanie nazywane zapaleniem otrzewnej.
- Sąsiedztwo części górnej dwunastnicy z pęcherzykiem żółciowym w stanach chorobowych pęcherzyka żółciowego stwarza możliwość przebicia się kamieni żółciowych do dwunastnicy[4].